# Mesón de la Dolores

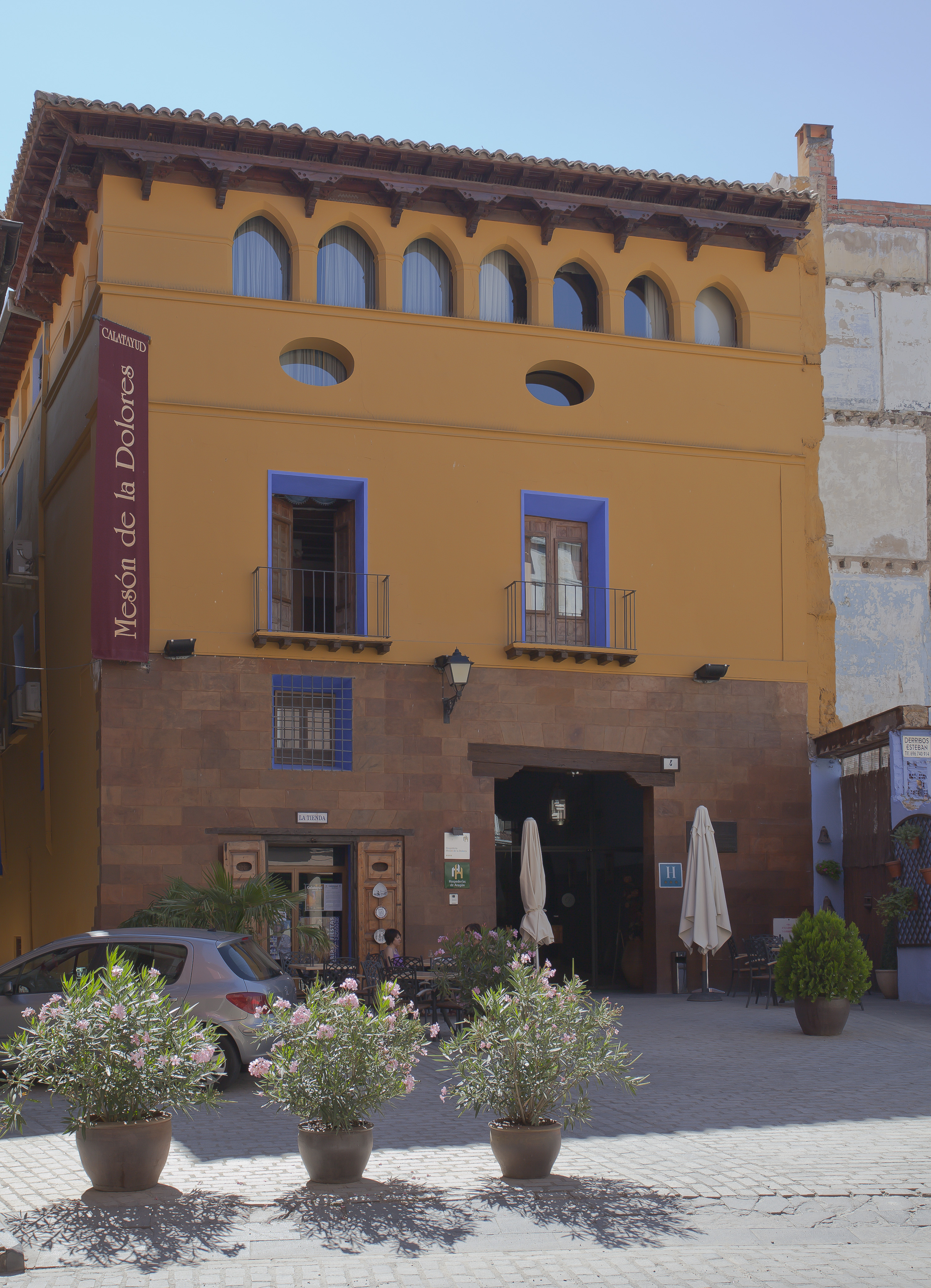
El mesón de la Dolores, en Calatayud (2012).

El Mesón de la Dolores (también conocido como Posada de San Antón y Mesón de la Gaspara) es un establecimiento hostelero de la localidad española de Calatayud, en servicio desde 1800, y declarado Bien de Interés Cultural en la lista de «bienes arquitectónicos de Aragón». Se popularizó a escala nacional como escenario del drama escrito por José Feliú y Codina en 1893, y trasladado a la ópera La Dolores por Tomás Bretón en 1895, en torno al mito de María de los Dolores Peinador Narvión, infausta protagonista de novelas y dramas teatrales, zarzuelas, operetas y algún poema sinfónico, y películas cinematográficas.

## Historia
El que antes fuera palacio de Pedro Ignacio Jordán de Urriés y Palafox, marqués de Ayerbe, está situado en la actual plaza de los Mesones, y junto a la Travesía de los  Mesones, tuvo en otra época la competencia del vecino Mesón del Sol, y muy cerca se encuentra también la que fuera casa natal del polifacético Sixto Celorrio. Se ha datado el edificio original hacia finales del siglo xv o inicio del xvi.
En la década de 1960 hubo una propuesta para convertirlo en parador nacional, que no llegó a realizarse.

### Rehabilitación

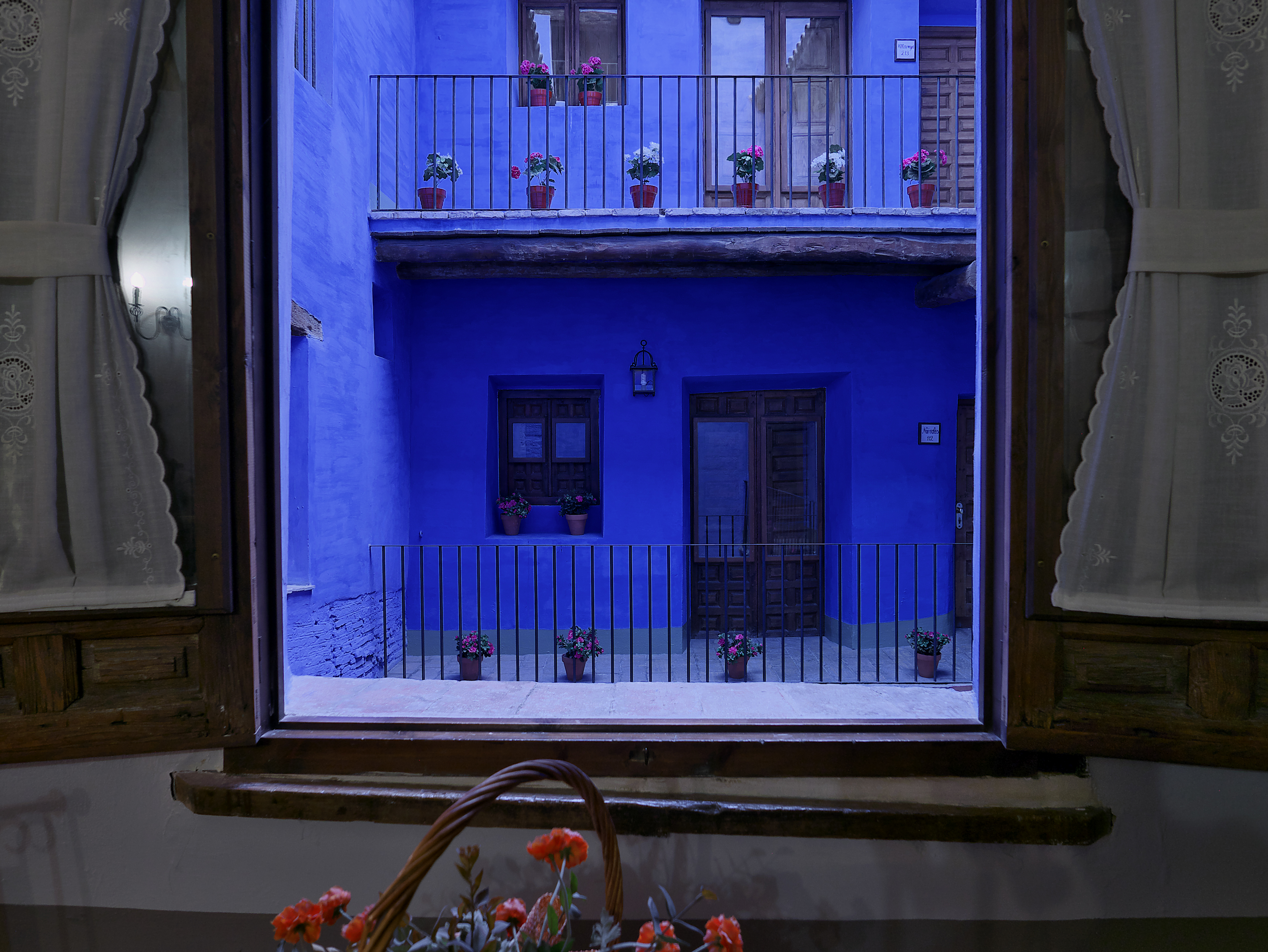
Ventana al patio interior del mesón.

En las postrimerías del siglo xx el antiguo edificio fue adquirido por el Ayuntamiento de Calatayud y rehabilitado como hostal de tres estrellas según proyecto del arquitecto José María Valero Suárez e integrado en la red de hospederías de la Diputación General de Aragón. Se han conservado el patio empedrado y su popular pozo, así como los corredores cuadrangulares; dispone de cafetería en el espacio que fue el "cebadero". Del ajuar y la estructura decimonónica persisten cocinas, lavaderos, puertas, techos, vigas de madera y la galería de arquillos en la fachada exterior, distintiva de la arquitectura civil aragonesa. Asimismo, en la primitiva bodega se instaló un museo histórico-etnológico.

### Fruto amargo de una copla
José María Iribarren, en su libro El porqué de los dichos, y el propio Feliú y Codina –autor del libreto dramático que luego se hizo zarzuela– citan a un ciego (‘Pascualón’) como autor o al menos cantor-recitador de la primitiva copla popular. La versión del texto que recogió Iribarren se publicó en El Español del 13 de octubre de 1945 con el título «Cómo nació la canción de La Dolores», artículo firmado por Gregorio García Arista. Los estudiosos del tema sitúan la aparición de la copla anónima en el Calatayud de mediados del siglo xix, y la consideran responsable de que Dolores Peinador (María de los Dolores Peinador Narvión), se trasladase a Madrid. Las biografías coinciden en señalar que la última etapa de la vida de “la Dolores” en Madrid «transcurrió en muy especiales circunstancias». También suelen coincidir en considerar el caso de ‘la Dolores’ como fruto de la síntesis de un «padre egoísta y despreocupado, y un marido ambicioso y libertino» en el ámbito represivo de la mujer española del siglo xix.